# Psychotria artensis
Psychotria artensis är en måreväxtart som först beskrevs av Xavier Montrouzier, och fick sitt nu gällande namn av André Guillaumin. Psychotria artensis ingår i släktet Psychotria och familjen måreväxter. Inga underarter finns listade i Catalogue of Life.